# Râul Cumpăna
Râul Cumpăna este unul afluent al râului Argeș. 